# St. Peter und Paul (Volkstedt)

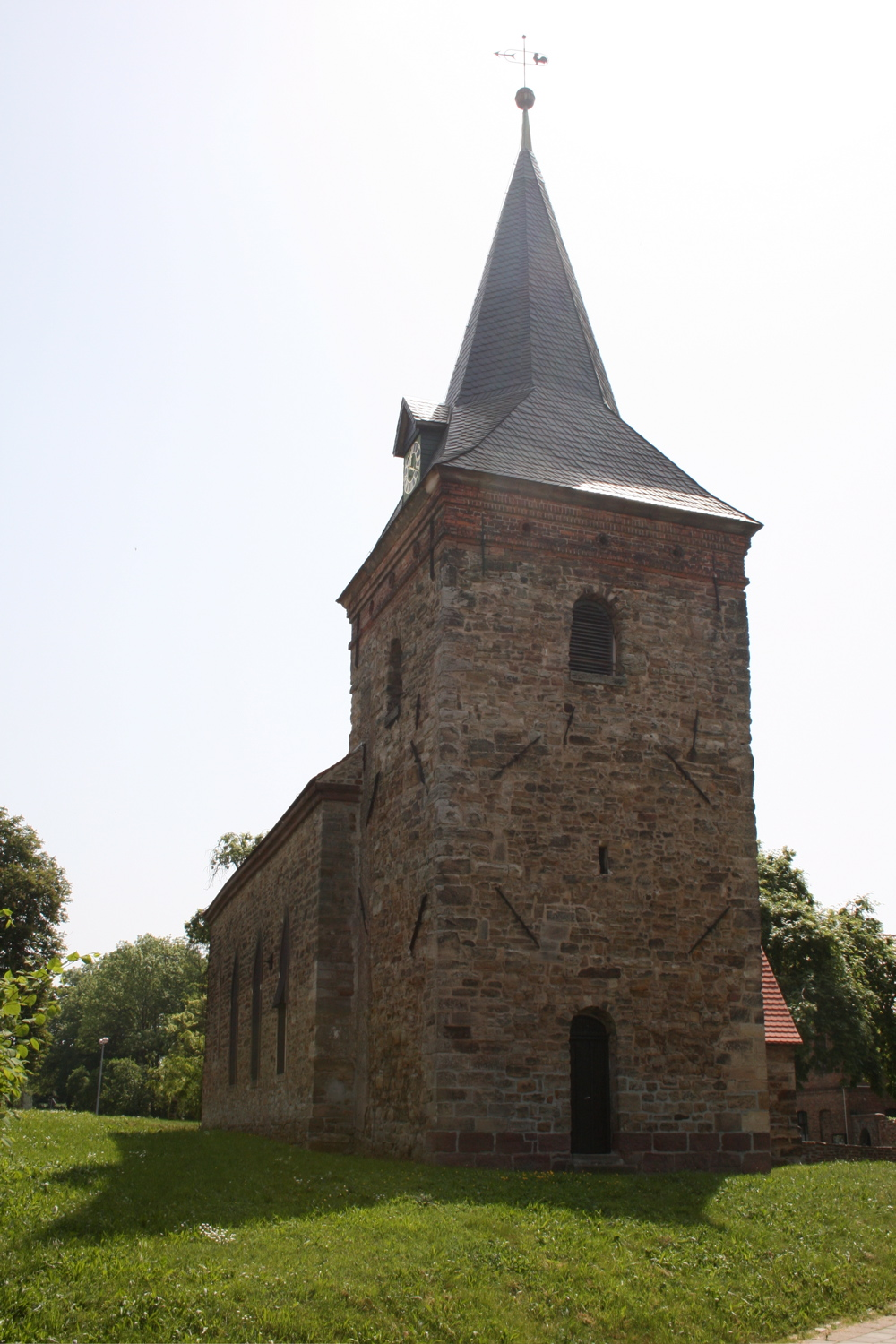
Ansicht von Westen

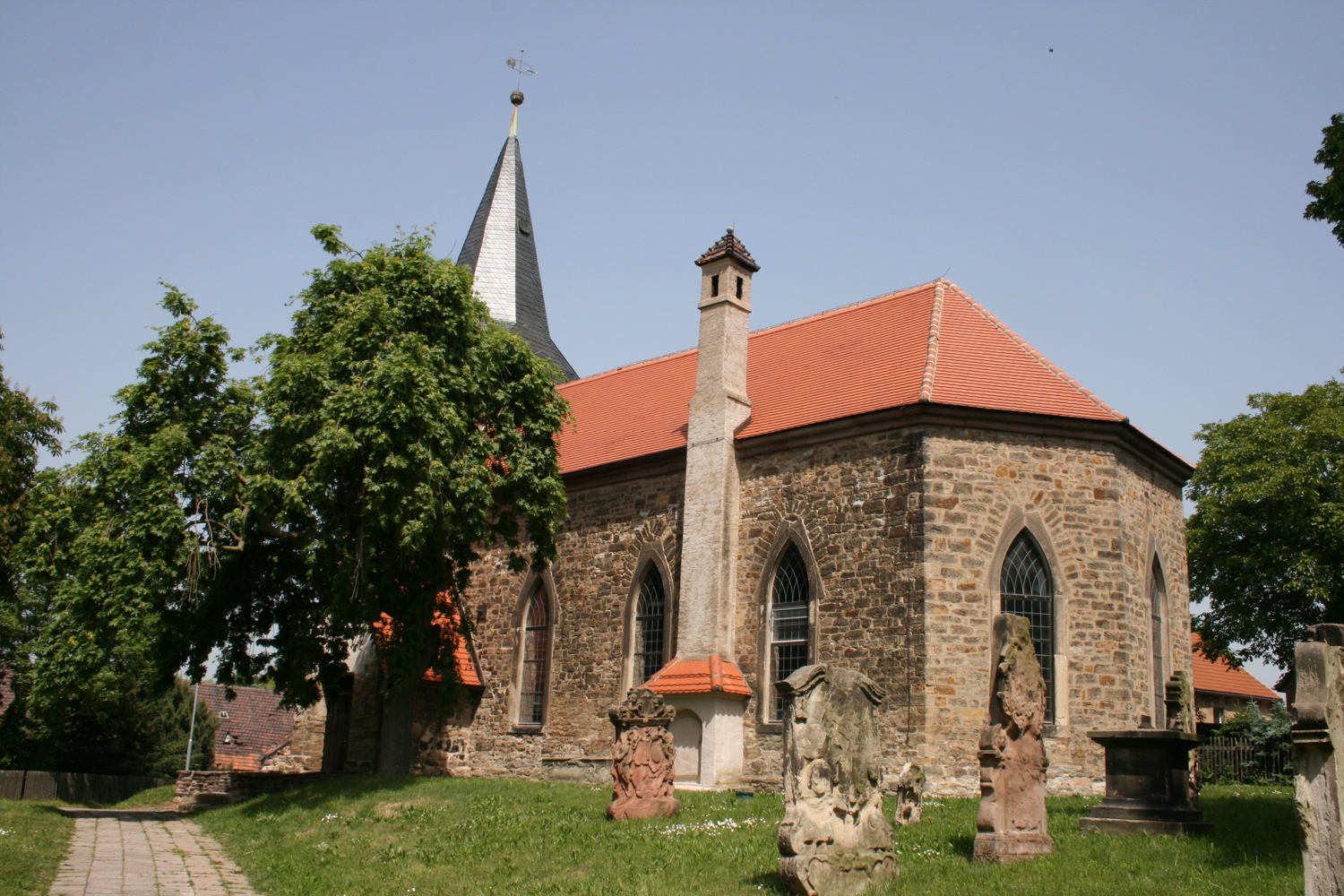
Ansicht von Osten

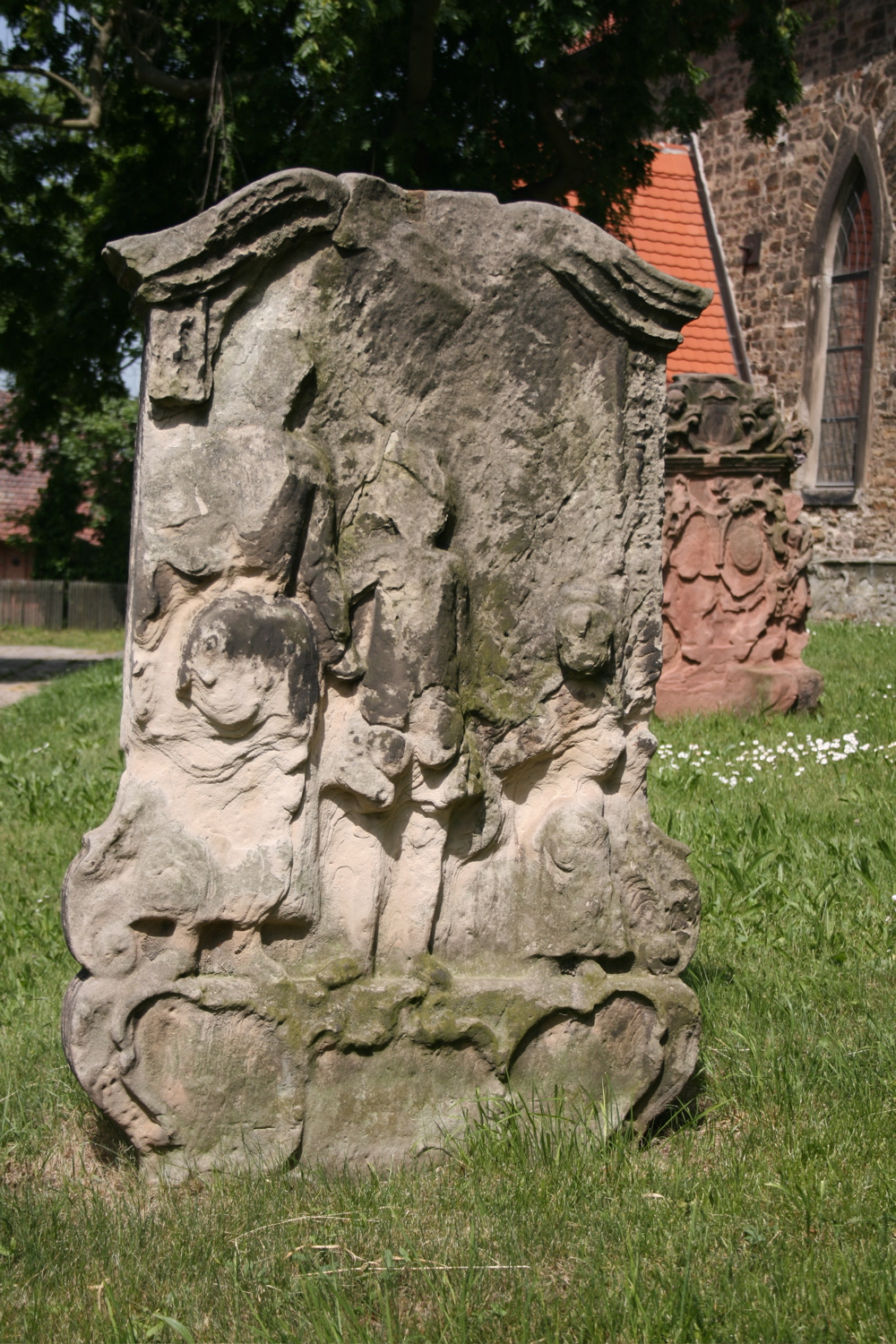
Grabstein im Kirchhof

Die Kirche St. Peter und Paul ist die evangelische Kirche des Dorfes Volkstedt bei Eisleben in Sachsen-Anhalt. Sie gehört zum Pfarrbereich Obersdorf im Kirchenkreis Eisleben-Sömmerda der Evangelischen Kirche in Mitteldeutschland.

## Architektur
Die Kirche entstand 1830 an der Stelle eines 1390 eingeweihten Vorgängerbaus auf einem Hügel in der Dorfmitte. Das Gebäude entstand als Saalkirche im Stil der Neogotik. Der östliche Abschluss ist dreiseitig gestaltet. An der Westseite des aus Bruchsteinen errichteten Gebäudes befindet sich der Kirchturm. Als Bedachung befindet sich auf dem auf quadratischem Grundriss errichteten Turm ein Spitzhelm. Das Turmuntergeschoss ist romanischen Ursprungs und stammt bereits aus der zweiten Hälfte des 12. Jahrhunderts.

## Ausstattung
Vom Vorgängerbau sind noch zwei Rundbögen erhalten. Darüber hinaus sind auch Kämpferprofile aus der Zeit der Hochromanik zum Teil erkennbar. Im Kirchenschiff befindet sich eine umlaufende zweietagige Empore. Die Decke ist als Holztonne ausgeführt. Die Kirche verfügt über einen Kanzelaltar. Bemerkenswert ist ein auf das Jahr 1608 datierter achteckiger Taufstein.
Die in der Kirche befindliche Orgel wurde 1876 von Wilhelm Rühlmann aus Zörbig als Opus 21 für die Kirche in Polleben geschaffen und 1902 nach Volkstedt umgesetzt. Das Instrument hat 18 Register auf zwei Manualwerken und Pedal. Der Orgelprospekt ist im Rundbogenstil gestaltet.
Im Umfeld der Kirche befinden sich mehrere Grabsteine aus dem Barock und dem Rokoko.